# 김민호 (1997년)
김민호(1997년 6월 11일 ~ )는 대한민국의 축구 선수이다. 포지션은 수비수이다. 현재 김포 FC 소속이다.

## 클럽 경력
2018시즌을 앞두고 K리그1의 수원 삼성 블루윙즈에 입단했다. 2019년 3월 9일 열린 전북 현대 모터스와의 K리그 경기에서 선발 출전하면서 프로 데뷔전을 치렀다. 하지만 이후 경기에 출전하지 못하면서 2019시즌을 1경기 출전으로 마무리했다.
2020시즌을 앞두고 K리그2의 안산 그리너스 FC로 이적했다.

## 국가대표팀 경력
2017년 FIFA U-20 월드컵에 참가하는 대한민국 U-20 축구 국가대표팀 최종명단에 포함되었다.

## 수상

### 팀
- FA컵 우승: 2019